# Sergej Matvejevič Štěmenko
Sergej Matvejevič Štěmenko (rusky Штеменко Сергей Матвеевич, 7. únorajul./ 20. února 1907greg. stanice Urjupinská – 23. dubna 1976, Moskva) byl sovětský generál druhé světové války, náčelník generálního štábu Sovětské armády v letech 1948–1952, člen komunistické strany.

## Mládí
Pocházel z kozácké rodiny. Po škole odešel v roce 1924 za příbuznými do Moskvy, zde se živil příležitostnými pracemi. O dva roky později, v 19 letech, vstoupil do Rudé armády.

## Život
V armádě střídal studium a službu u útvarů. Jeho kariéra nabrala rychlost v roce 1937, kdy se stal velitelem elitní tankové jednotky. V roce 1938 byl, přes svůj rozhodný odpor, vybrán ke studiu na Akademii generálního štábu. V září 1939 byl s dalšími posluchači přidělen ke štábu Ukrajinského frontu, který obsadil západní Ukrajinu.
Po skončení studia byl umístěn do generálního štábu. Zde sloužil v blízkovýchodním oddělení, po začátku války přechodně v jihozápadním. Od června 1942 vedl blízkovýchodní směr (tj. staral se zejména o vojska v Íránu). Od konce roku 1942 zastupoval často se střídající náčelníky operační správy, v květnu 1943 byl postaven do jejího čela.
V nyní už stabilizovaném vedení generálního štábu, které zůstalo beze změn do konce války, zaujal de facto druhé místo za Antonovem, 1. zástupcem náčelníka (formální náčelník generálního štábu Vasilevskij trávil většinu času na frontě).
Společně se svými zástupci A. A. Gryzlovem a N. A. Lomovem zpracovával plány a podílel se na přípravě prakticky všech akcí Rudé armády v druhé polovině války. Doprovázel Stalina na Teheránskou konferenci. Působil jako vedoucí štábu u představitelů Stavky na frontách, v dubnu – květnu 1943 v Severokavkazském frontu u G. K. Žukova, koncem roku 1943 v Přímořské armádě u Vorošilova, v únoru – březnu 1944 v 1. a 2. pobaltském frontu u Timošenka. Dozíral jako představitel Stavky na přípravu ofenzív v dubnu 1944 u Západního frontu, v červnu 1944 2. běloruském frontu, v červenci 1944 3. pobaltském frontu.
Vrcholu kariéry dosáhl v roce 1948, když byl jmenován náčelníkem generálního štábu. V roce 1952 však byl odvolán a přeložen do Německa. Po Stalinově smrti byl nakrátko vrácen do Moskvy. Od války udržoval dobré vztahy s Berijou
, v červenci 1953 byl ovšem jako jeho člověk degradován a odvolán. Do roku 1956 sloužil v regionech. Georgij Konstantinovič Žukov mu vrátil hodnost a prosadil jeho návrat do generálního štábu, ale zakrátko, v souvislosti s Žukovovým pádem, byl opět degradován a přeložen. Zpět do Moskvy se vrátil až roku 1962. Kariéru ukončil ve funkci náčelníka štábu sjednocených ozbrojených sil zemí Varšavské smlouvy, ve které se stala jeho první a nejvýznamnější akcí invaze do Československa v roce 1968.

## Vzdělání
- 1926 – září 1927 Moskevská dělostřelecká škola L. B. Krasina
- září 1927 – květen 1930 Sevastopolská škola protiletadlového dělostřelectva
- 1936–1937 Vojenská akademie motorizace a mechanizace
- září 1938 – 1940 Vojenská akademie generálního štábu

## Vojenská kariéra
- od 1926 v armádě
- květen 1930 – 1936 		velitel průzkumné čety
- prosinec 1937 – 1938 		velitel samostatného těžkého tankového praporu
- 1940 – duben 1943 	v generálním štábu, pomocník náčelníka oddělení – náčelník oddělení – pověřen výkonem funkce zástupce náč. oper. správy
- 2. dubna – květen 1943 	1. zástupce náčelníka operační správy gen. štábu,
- květen 1943 – 1946 	náčelník operační správy gen. štábu,
- 1946 – 12. listopadu 1948 náčelník hlavní správy gen. štábu a zástupce náčelníka gen. štábu,
- 12. listopadu 1948 – 17. června 1952 	náčelník generálního štábu a náměstek ministra ozbrojených sil – ministra vojenství,
- 17. června 1952 – 16. března 1953 	náčelník štábu Skupiny sovětských vojsk v Německu,
- 16. března – červen 1953 		1. zástupce náčelníka gen. štábu,
- 1953 – srpen 1956 		náčelník štábu Západosibiřského vojenského okruhu,
- srpen 1956 – 1957 		náčelník Hlavní zpravodajské správy gen. štábu a zástupce náčelníka gen. štábu,
- 1957–1961 		zástupce velitele Povolžského vojenského okruhu,
- 1961 – červenec 1962 		1. zástupce velitele Zakavkazského vojenského okruhu,
- červenec 1962 – duben 1964 	náčelník Hlavního štábu pozemních sil a zástupce Hlavního velitele pozemních sil,
- duben 1964 – srpen 1968 	náčelník hlavní správy gen. štábu,
- srpen 1968 – 23. dubna 1976 	náčelník štábu sjednocených ozbrojených sil zemí Varšavské smlouvy a 1. zástupce náčelníka gen. štábu.

## Hodnosti
- podplukovník
- plukovník
- 23. listopadu 1942 generálmajor
- 4. dubna 1943 generálporučík
- 17. listopadu 1943 generálplukovník
- 12. listopadu 1948 armádní generál
- srpen 1953 generálporučík
- 26. listopadu 1956 armádní generál
- 1957 generálporučík
- generálplukovník
- 22. února 1968 armádní generál

## Řády a vyznamenání
- Leninův řád
- 3× Řád rudého praporu
- 2× Řád Suvorova 1. stupně	(29. července 1944, 4. června 1945)
- Řád Kutuzova 1. stupně (17. května 1943)
- Řád Suvorova 2. stupně
- Řád rudého praporu práce
- Řád rudé hvězdy
- řada zahraničních vyznamenání

- V únoru 1977 bylo po něm pojmenováno Krasnodarské vyšší vojenské učiliště [2].

## Politická činnost
- od 1930 člen VKS(b)
- 14.10.1952 – 14.2.1956 kandidát ÚV KSSS

## Dílo
- Generální štáb za války (Генеральный штаб в годы войны). Moskva: Vojenizdat, 1989. Dostupné online. (rusky),

české vydání:  Generální štáb za války. Překlad Ludvík Myška. 1. vyd. Praha: Naše vojsko, 1973. 404 s. (Paměti).
- Generální štáb za války, kniha druhá (Генеральный штаб в годы войны, книга вторая). Moskva: Vojenizdat, 1989. Dostupné online. (rusky),

české vydání:  Generální štáb za války: kniha druhá. Překlad Redakce politické agitace vydavatelství Magnet. 1. vyd. Praha: Naše vojsko, 1974. (Paměti).
- Nový zákon a vojenská služba (Новый закон и воинская служба). Moskva: [s.n.], 1968. (rusky)
- O všeobecné vojenské povinnosti (О всеобщей воинской обязанности). Moskva: [s.n.], 1968. (rusky)
- Sovětská pozemní vojska (Советские сухопутные войска). 2. vyd. Moskva: [s.n.], 1968. Dostupné online. (rusky)
- Osvoboditelská mise sovětské armády (Освободительная миссия Советской Армии). Moskva: [s.n.], 1975. (rusky)